# Qiviut
Qiviut

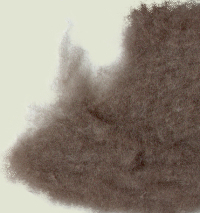
Srst tura pižmového

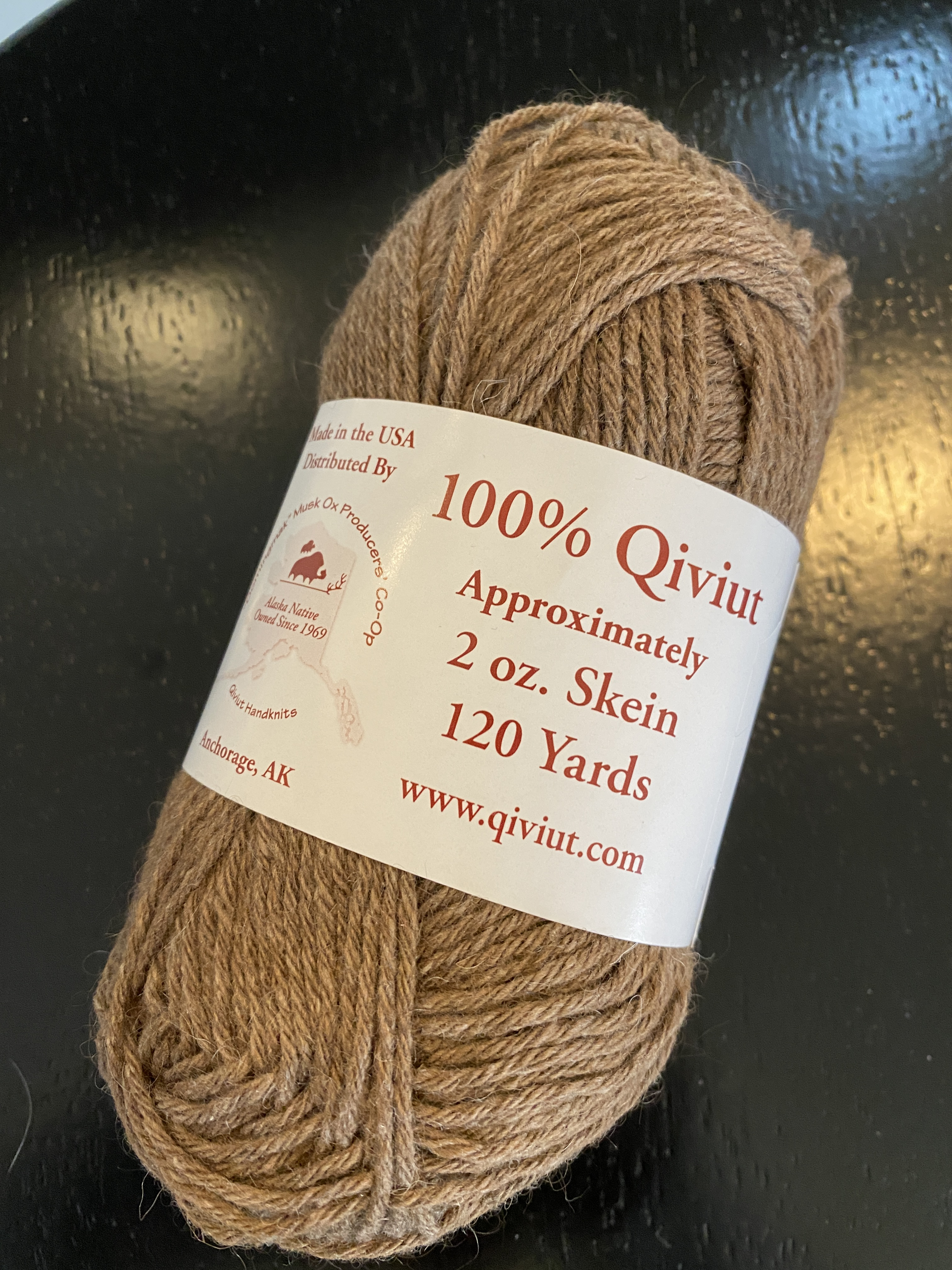
Qiviutová příze na ruční pletení 520 tex (nebarvená)

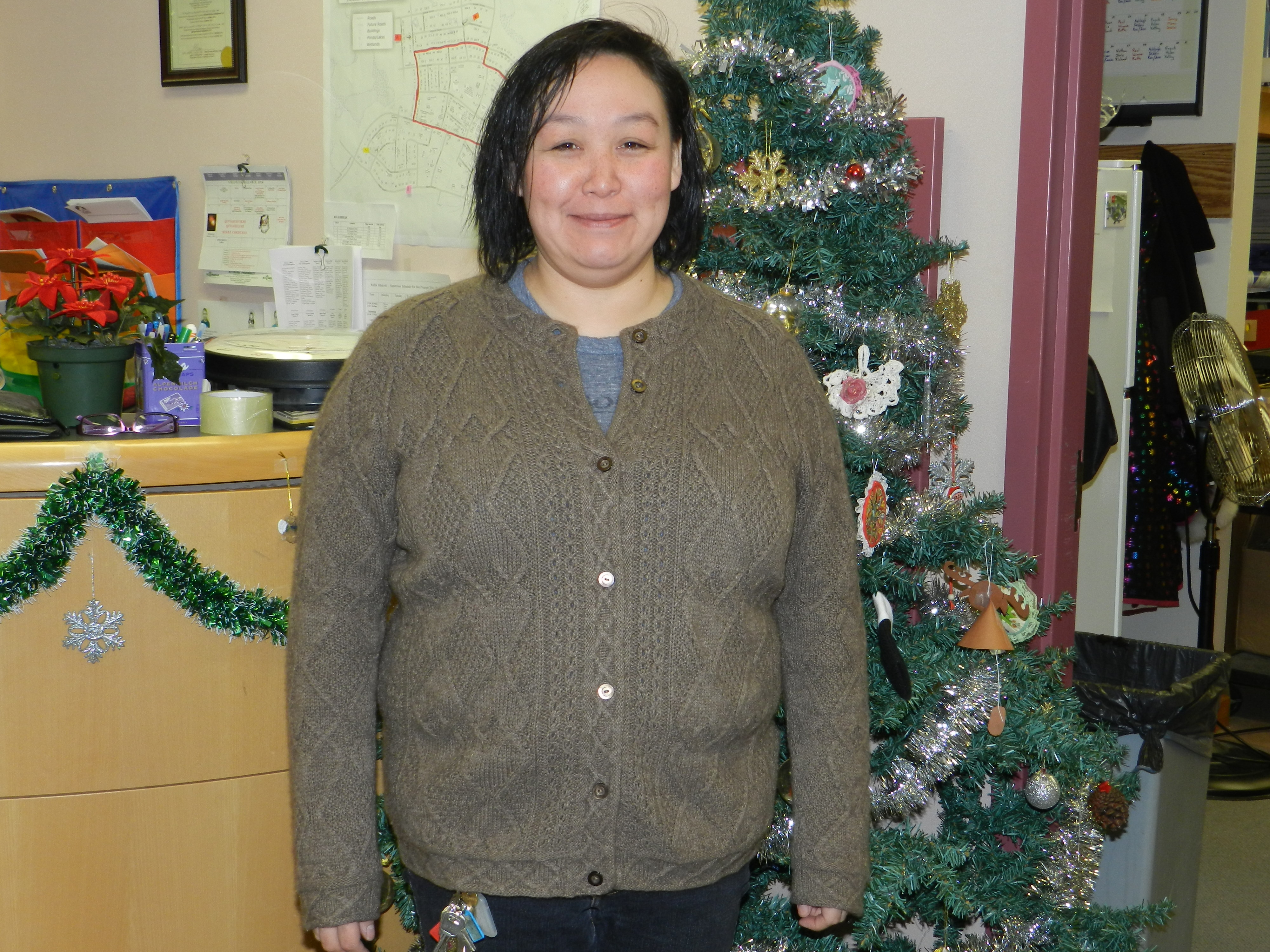
Vesta z qiviutových vláken (cena asi 650 €)

je textilní vlákno ze srsti divokého tura pižmového.
Výrazem qiviut se označuje v inuktitutšttině vlna z tura pižmového. Tuři pižmoví žijí ve stádech v severní Kanadě a v Grónsku, celkový počet zvířat se odhadoval na začátku 21. století na 160 000. 
Několik desítek ochočených turů se chová také na farmách v severní Kanadě. 

## Získávání a vlastnosti vlny
Tuři ztrácejí na jaře zimní srst, z každého se sbírá průměrně 1,5 kg surových jemných vláken, ze kterých se získává po odchlupení (ručním kartáčováním) cca 0,9 kg materiálu k textilnímu zpracování. Celkový roční výnos se na začátku 21. století odhadoval na 3 až 6 tun. Praná vlna se prodávala za 500-1000 €/kg.
Vlákna nemají dřeň, průměrná tloušťka je 12,5 µm (vlákna z pesíku mají tloušťku nad 30 µm), délka 40-70 mm, poměrně hladká, jen mírně zakroucená, v horké vodě se nesráží a ve vlhku nepáchnou (na rozdíl od jiných zvířecích vláken). Praná vlna z tura má světle hnědou až čokoládovou barvu (viz snímek příze). 

## Zpracování
Mechanické odchlupení qiviutového rouna a výroba příze byla dosud známá jen z Connecticutu, 
v roce 2016 však byla otevřena také přádelna na Aljašce.

V přádelně se se vlna zpracovává vlnařskou technologií:
- z čisté vlny se vyrábí jen mykaná příze, např. na ruční pletení nejjemnější 55 tex x 2 nebo hrubší 70 tex x 3 [6]
- česaná příze většinou ve směsi s delšími vlákny z alpaky, ovčí vlny, kašmíru apod.[1]

## Použití
Příze na ruční pletení, čepice, šály.
Textilie nejsou vhodné ani k plstění, ani k barvení a bělení